# Marsais-Sainte-Radégonde
Marsais-Sainte-Radégonde är en kommun i departementet Vendée i regionen Pays de la Loire i västra Frankrike. Kommunen ligger i kantonen L'Hermenault som tillhör arrondissementet Fontenay-le-Comte. År 2022 hade Marsais-Sainte-Radégonde 526 invånare.

## Befolkningsutveckling
Antalet invånare i kommunen Marsais-Sainte-Radégonde
| Referens: INSEE |